# NGC 3514
NGC 3514 is een balkspiraalstelsel in het sterrenbeeld Beker. Het hemelobject werd op 22 maart 1835 ontdekt door de Britse astronoom John Herschel.

## Synoniemen
- ESO 570-1
- MCG -3-28-35
- IRAS11015-1830
- PGC 33430